# Remaucourt (Ardennes)
Remaucourt ist eine französische Gemeinde mit 173 Einwohnern (Stand: 1. Januar 2022) im Département Ardennes in der Region Grand Est (bis 2015 Champagne-Ardenne). Sie gehört zum Arrondissement Rethel, zum Kanton Signy-l’Abbaye sowie zum Gemeindeverband Pays Rethélois. 

## Geographie
Die Gemeinde Remaucourt liegt 16 Kilometer nordwestlich von Rethel. Umgeben wird Remaucourt von den Nachbargemeinden Chaumont-Porcien im Norden, Chappes im Osten, Son im Südosten, Saint-Fergeux im Süden sowie Seraincourt im Westen.

## Bevölkerungsentwicklung
| Jahr                       | 1962 | 1968 | 1975 | 1982 | 1990 | 1999 | 2006 | 2011 | 2019 |
| Einwohner                  | 222  | 198  | 161  | 135  | 135  | 135  | 156  | 155  | 177  |
| Quellen: Cassini und INSEE |      |      |      |      |      |      |      |      |      |

## Sehenswürdigkeiten
- Kirche Bienheureuse-Vierge-Marie-de-la-Nativité

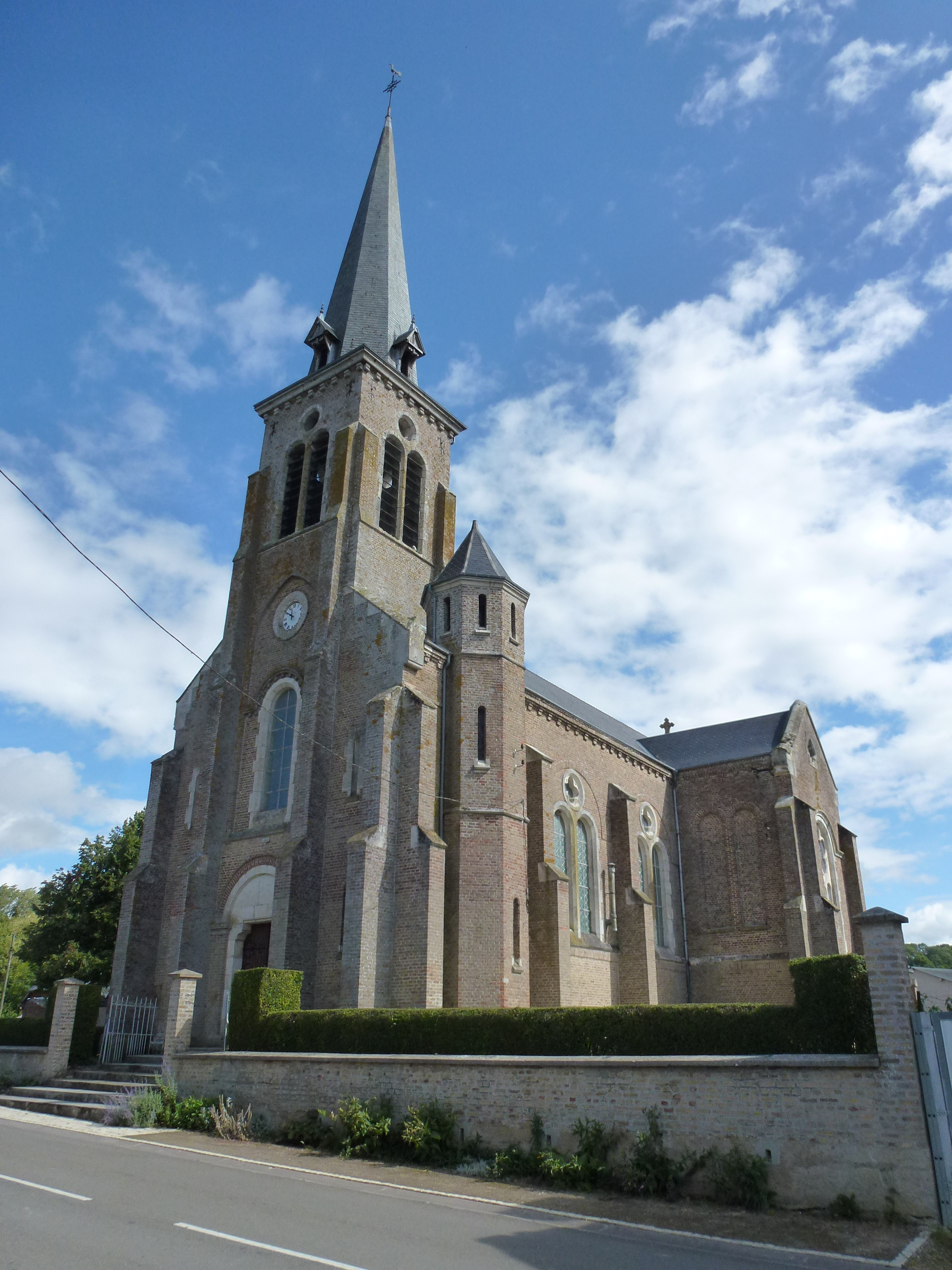
Kirche Bienheureuse-Vierge-Marie-de-la-Nativité